# Tygh Runyan
Tygh Runyan (n. 13 de junio de 1976) es un actor y músico canadiense-estadounidense.

## Carrera
Sus papeles más conocidos son l de Dr. Robert Caine en Stargate Universe y el de Fabien Marchal en Versailles. Entre las películas en las que ha participado se incluyen  Various Positions, Comforting Skin, Road to Nowhere y The Brother

### Músico
Como músico, Runyan ha sido miembro de The Beans y de The Awkward Stage.

## Filmografía parcial
- Judgment Day: The John List Story (1993)
- Once in a Blue Moon (1995)
- Kitchen Party (1997)
- Disturbing Behavior (1998)
- Our Guys: Outrage in Glen Ridge (1999)
- Touched (1999)
- Antitrust (2001)
- 15 Minutos (2001)
- K-19: The Widowmaker (2002)
- Various Positions (2002)
- Family Sins (2004)
- Final Days of Planet Earth (2006)
- Snakes on a Plane (2006)
- Holiday Wishes (2006)
- Battlestar Galactica (2006–2007) Serie de televisión
- Boot Camp (2007)
- Confessions of a Go-Go Girl (2008)
- SGU Stargate Universe (2009–2010) Serie de televisión
- Road to Nowhere (2010)
- Insoupçonnable (The Hunt for the I-5 Killer) (2012) Telefilm
- It's Christmas, Carol! (2012) Película de televisión
- Forgive or Forget (2014) Película de televisión
- Abby in the Summer (2014)
- Versailles (2015) Serie de televisión
- Dark Harvest (2016) Actor/Productor